# 武田義信
武田 義信（たけだ よしのぶ）は、戦国時代の武将。甲斐の戦国大名・武田信玄の嫡男だったが、信玄への謀反の疑いから廃嫡された。同母弟に海野信親、武田信之 (武田信玄三男) 。

## 生涯

### 活躍
天文7年（1538年）、武田晴信の嫡男として生まれる。甲斐統一を果たした武田信虎の孫にあたる。父・武田晴信は天文5年に公家の三条公頼の娘（三条夫人）を正室に迎えており、『甲陽軍鑑』によればこれには武田氏と同盟関係にあった駿河国の今川氏の斡旋があったという。
天文19年（1550年）に13歳で元服し、4月8日には駿河の今川義元の娘（従姉妹）を正室に迎えている。傅は飯富虎昌（『甲陽軍鑑』）。天文21年（1552年）8月には具足始が行われる（「高白斎記」）。
翌天文22年（1553年）12月29日には、武田氏歴代の中で初めて室町幕府将軍・足利義藤（後の義輝）より足利将軍家および清和源氏の通字である「義」の偏諱を受けて義信と名乗り、甲府館内には居所として西曲輪が増設されている（「高白斎記」）。
初陣は天文23年（1554年）の信濃国佐久郡の知久氏攻め。
この初陣では武田義信は、佐久郡の知久氏の反乱を鎮圧すると、小諸城も降伏させ、内山城の軍勢を率いて落武者三百人を討ち取っているなど大活躍している。　
永禄元年（1558年）、武田晴信が信濃守護に補任された際には、武田義信は「准三管領」としての待遇を受けている。
『甲陽軍鑑』に拠れば、永禄4年（1561年）の第4回川中島の戦いにおいて、武田義信は合戦で武功を挙げたと記載されている。『越後野志』では、武田義信の川中島での戦い振りは凄まじかった、と記録されている。また、上杉政虎の本陣が一休みしていると、義信が兵800を率い武田軍旗を伏せ、腰差しをして密かに葦の中を伝い上杉軍の本陣を急襲したという。このとき不意をつかれた上杉政虎の旗本は過半数が敗走し、老臣の志田源四郎義時と大川駿河守高重が討死した。また上杉政虎自身も家宝の鍔鑓を用いて防戦する有様であったとされる。この義信隊の突然の襲撃で、あわや上杉軍が敗走かという時に、色部修理亮長実が500人と宇佐美定満が1000余人を率いて馳せ参じたため、義信隊を挟み撃ちにしてようやく広瀬の渡しまで追い返したという。
永禄6年（1563年）、信玄と義信の連名で、甲斐国二宮である美和神社に『板絵着色三十六歌仙図』が奉納されている。必勝祈願と子孫繁栄を祈願して和歌が綴られており、この時期の信玄と義信の親子関係は良好であったと推測できる。
永禄8年（1565年）10月、武田義信は父・信玄の暗殺を企てた謀反にかかわった罪で、甲府東光寺に幽閉された（『甲陽軍鑑』）。
永禄10年（1567年）10月19日、武田義信は東光寺で死去した、享年30。病死であった。義信の死を巡っては長い間信玄によって切腹させられたとする説が存在していたが、東光寺の説三が義信の葬儀の際に作成した掛真香語には義信が病となったために（信玄が）罪を赦したもののそのまま死去したと記している。自害説では香語が書き換えられたことになるが、葬儀の際に使われる文章を書き換える動機が説明できない以上、香語に記された病死の経緯は事実であったと考えられる。しかし、自害説は義信の死の直後から存在していて少なくても今川氏ではそう信じられていた形跡があり、それがその後の武田・今川関係においても大きな影響を与えることになる。
同年11月、武田義信の正室（今川義元の娘、嶺松院）は、兄である氏真が北条氏を通じて嶺松院を帰国させるよう要請した、同盟破棄に繋がる事態になるとして信玄は難色を示している、のちに娘と共に駿河へ帰国した。今川に戻った嶺松院は出家し、貞春尼と称す。その後、貞春尼は徳川秀忠の御介錯上臈（武家嫡男の教育を取り仕切る女性家老）として徳川家に仕えている。
その後、武田家の家督は信玄の指名で、四男（義信の異母弟）の勝頼が継ぐことになった。なお、義信の血筋は守隨氏として続いている。

### 義信事件

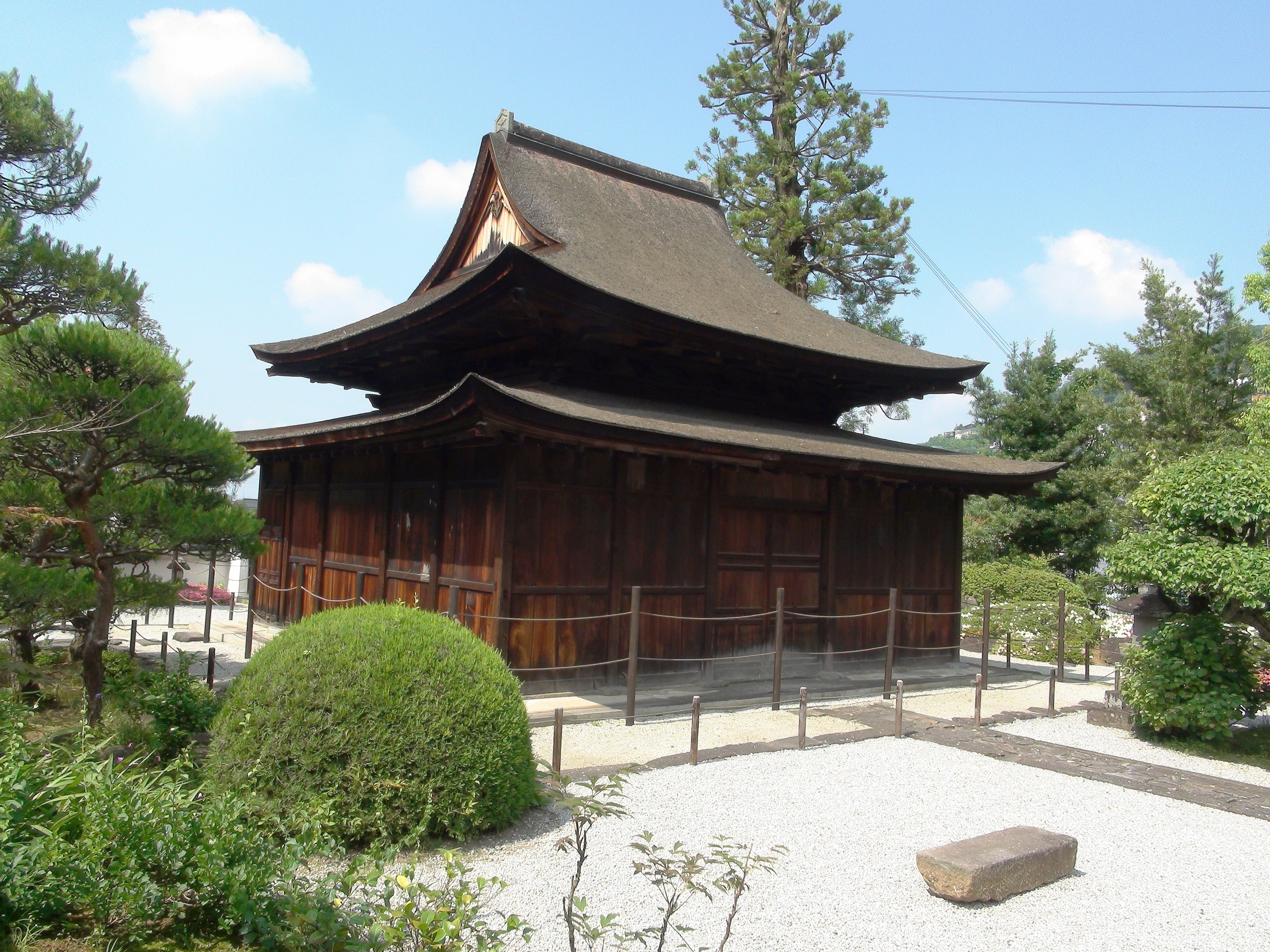
幽閉された甲府市の東光寺

『甲陽軍鑑』に拠れば、永禄7年（1564年）7月、武田義信の傅役である飯富虎昌、側近・長坂源五郎・曽根周防守らが父・信玄暗殺の密談をしていたが、その暗殺計画は事前に虎昌の実弟である飯富三郎兵衛の密書により発覚することとなった。
永禄8年（1565年）1月、飯富虎昌以下は謀反の首謀者として処刑され、80騎の家臣団は武田家から追放処分となったという。（ただし虎昌が自害した理由は、諸説あり定かではない）この事について、信玄が「飯富虎昌が我々の仲（信玄と義信）を引き裂こうとする密謀が発覚した」「義信との親子関係に問題はない」という趣旨の手紙を小幡源五郎に送ったとされている。
永禄8年10月、武田義信は甲府の東光寺に幽閉され、さらに、義信は父の後継者という地位を失った。今川義元の娘嶺松院とは強制的に離縁となったとされるが嶺松院は甲斐に留まっている。信玄は事件の性質上義信を廃嫡せざるを得ないことを理解していた筈であるが、廃嫡となると嶺松院と離縁となってそのまま今川氏との婚姻同盟が消滅してしまうこと、また義信を廃嫡した場合の後継者の選定の問題もあって廃嫡（及びそれに伴う義信と嶺松院の離縁）を決断できなかった可能性もある。
永禄8年11月13日、異母弟の諏訪の勝頼に織田信長の養女・龍勝院を迎えて武田家と織田家は誼を通じたという。
通説では義信の死後、諏訪勝頼が信玄の後継者に選ばれたと考えられているが、義信・勝頼の異母弟である後の仁科盛信に信玄の同母弟である武田信繁の娘を嫁がせて信玄の後継者にする動きもあったらしく、更に元亀元年（1570年）4月に信玄が勝頼を後継者にすることを前提に将軍・足利義昭に対して偏諱と官位の授与を申請したところ却下され（理由は不明）、勝頼が室町幕府から武田氏後継者としての地位を否認される事態も発生している。最終的に信玄は勝頼を後継者とする決断をするが、それは義信の死から4年経過した元亀2年（1571年）のことであったと考えられている。
『甲陽軍鑑』では、この「義信事件」の背景を第4次川中島の戦いでの義信の顛末や、勝頼が高遠城主となったことに対する義信の不満にある、としている。
「義信事件」について詳しい経緯は不明であるが、永禄4年の第4次川中島の戦い後の北信地域の安定、遠州忩劇と呼ばれる国衆の大規模反乱（永禄6年（1563年）から同9年（1566年）発生）が起きると、永禄6年（1563年）に信玄が今川氏との関係を考え直す、きっかけになったと言われている。武田氏は永禄初年頃より織田氏との外交関係をもっている。これを契機に、武田氏は対外方針を転換した。義信は織田との同盟に反対していたとされる。
この「義信事件」から２年後の永禄10年、今川氏真は武田領内への塩止め（食塩の禁輸政策）を行った。同年12月、氏真と謙信は秘密裏に同盟の交渉を始めたとされる。永禄11年（1568年）に氏真は謙信に対して、何度かの交渉の過程で、氏真は北条や武田との協議事項と機密事項を上杉方に漏らしており重大な同盟違反をしている。同年に信玄が、今川と上杉の交渉に関する情報を掴んでいたとされる。こうして、武田氏と今川氏との関係は緊張関係へとなっていく。
永禄11年（1568年）12月6日、武田軍は今川領国に侵攻した。（詳細は「駿河侵攻」を参照）
主要な武田氏研究者の間では、「義信事件」の背景には、親今川派の立場にある武田義信と今川領国への侵攻に野心を燃やす武田信玄の間に派閥抗争が存在していたことを想定する見解で一致していたが、近年になって黒田基樹がこの説を撤回して新説を唱えているため、後述する。
また、武田信玄と織田信長の同盟は永禄年間以降、東濃地域で織田氏と武田氏の勢力圏が接して紛争が起こり始めたために両者の調整が必要になったために締結された（特定の勢力を敵とするものではない）とみられるが、今川氏や義信がそうは受け止めなかったことが深刻な事態を招いた可能性が指摘されている。
近年になって有力研究者の1人である黒田基樹が「義信事件」の背景として今川氏との外交問題説に疑問を呈して、武田氏の内政問題が原因であったとする新説を唱えている。黒田は武田氏と今川氏の外交上の対立は今川義元が存命の時から続いていたが、義信が義元父子と親密であったという証拠はなく、今川氏との関係から義信が信玄と対立するまでの事態を引き起こしたとする史料は現時点では確認されていないとする。更に両氏の関係が急速に悪化するのは事件後の永禄10年（1567年）8月の今川氏真による武田領内への塩止め以降であり、「義信事件」は今川氏との対立がきっかけとして起きたと言うよりも「義信事件」が両氏の関係悪化の一因になった可能性をみる。黒田が注目したのは、依然として隠居した父親が実権を握っていたとは言え、今川氏真は20歳、北条氏政は22歳で家督を継承しているのに対して、武田義信は事件当時には既に28歳になっていたにも関わらず父・信玄が家督を譲る気配を見せなかったことである。三国同盟の第二世代と言える氏真・氏政が既にそれぞれの家の当主であるのを見て彼らの義兄弟である義信が焦りを感じていたのではないかとする。そして、黒田が一番重要視をするのは、事件が発生した永禄8年から約2年間に武田領国を含めて全国的に飢饉が発生していたことである。天文10年（1541年）の武田信虎の追放と晴信（信玄）の家督継承が飢饉をきっかけとして家中の不満が高まったからだとする新説が有力になっている研究史の中で、飢饉の最中に再び武田氏の家督を巡る騒動があったのは偶然とは考えづらく、義信がかつての父と同じように家督交替を機に混乱する武田家中と領国の再建を図ろうとした、としている。黒田説は「義信事件」は甲斐国内あるいは武田家中でかつての武田信虎追放と同じ状況が揃った永禄8年だからこそ発生した事件であるという立場に立っていることになる。
事件後の永禄10年（1567年）8月7日には小県郡の生島足島神社において、領国内の家臣団に信玄への忠誠を誓わせた起請文が奉納されているが（『戦武』1099ー1186号）、これは事件後に生じた家臣団の動揺を鎮める意図であったとする見解がある。
甲斐国二宮美和神社の奉加帳（『美和神社文書』）に拠れば、永禄8年（1565年）6月に長坂・曽根らによる太刀奉納が行われており、『軍鑑』の誤筆で事件発覚は永禄8年（1565年）7月のことであるとも考えられている。
また、永禄8年（1565年）10月23日に武田信玄が西上野の玄五郎に宛てた返書（『戦国遺文959号』によれば、信玄は飯富らによる密謀が発覚したので即刻成敗したと記していることからも、虎昌らの成敗は永禄8年（1565年）9月～10月のことであるとも指摘され（平山（2001））、近年発見された高野山成慶院「甲斐国供養帳」により、飯富の死去は同年10月15日であることが確認されている。
また、甲斐南部には駿河と接した河内領があり、河内領主で武田御一門衆の穴山氏は信友・信君期に武田宗家と姻戚関係をもち、武田・今川間の甲駿同盟を取次し天文21年の義信と今川義元娘の婚姻も仲介している。穴山氏は武田宗家に従属しつつも今川氏と深い関係にあったが、義信以降の永禄11年末に武田氏は今川領国への侵攻を開始し（駿河侵攻）、穴山氏は軍事行動を主導している。
義信事件における穴山氏の立場は不明であるが、永禄9年12月5日に当主信君の弟にあたる穴山彦八郎（信嘉・信邦）が身延山久遠寺塔頭において自害しており、義信事件に際して穴山氏では当主信君が信玄派に属し、弟・彦八郎が義信派に属した内訌が生じていた可能性が考えられている。

## 武田義信が登場する作品
テレビドラマ
- 天と地と（1969年、NHK大河ドラマ、演：あおい輝彦）
- おんな風林火山（1986年、TBS、演：志垣太郎）
- 武田信玄（1988年、NHK大河ドラマ、演：堤真一）
- 天と地と（1990年、映画、演：野村宏伸）
- 武田信玄（1991年、TBS、演：南渕一輝）
- 風林火山（1992年、日本テレビ、演：佐野圭亮）
- 風林火山（2007年、NHK大河ドラマ、演：木村了（幼少時代：加藤清史郎、少年時代：小林廉））
- おんな城主 直虎（2017年、NHK大河ドラマ、演：オレノグラフィティ）

小説
- 今村翔吾『晴れのち月』（2022年、祥伝社『蹴れ、彦五郎』収録）